# Taras Shevchuk
Taras Shevchuk, né le 4 janvier 1997 à Ternopil en Ukraine, est un coureur cycliste ukrainien, membre de la sélection nationale ukrainienne.

## Biographie
Taras Shevchuk naît le 4 janvier 1997 à Ternopil en Ukraine.
En 2015, il devient vice-champion d'Europe juniors de l'omnium à Athènes en Grèce. Sélectionné en équipe d'Ukraine sur route, il termine dix-septième du championnat d'Europe du contre-la-montre juniors à Tartu en Estonie.

## Palmarès sur route
- 2015
  -  Champion d'Ukraine des critériums juniors
  - 2e du Championnat d'Ukraine juniors
  - 3e du Championnat d'Ukraine contre-la-montre juniors
- 2013
  - 2e du Championnat d'Ukraine contre-la-montre cadets
  - 3e du Championnat d'Ukraine Cadets
- 2012
  - Coupe du Président de la République de Moldavie (critérium)
  - 2e du Championnat d'Ukraine cadets
  - 3e du Championnat d'Ukraine contre-la-montre Cadets

## Palmarès sur piste

### Championnats du monde
- Londres 2016
  - 14e de la poursuite par équipes
- Hong Kong 2017
  - 22e du scratch[2]

### Championnats du monde juniors
- Astana 2015
  - 5e du scratch
  - 6e de la poursuite par équipes

### Championnats d'Europe
- Juniors
  - Athènes 2015
    -  Médaillé d'argent de l'omnium
    - 5e de la course aux points
    - 7e de la poursuite par équipes

  - Anadia 2014
    - 4e de l'omnium

### Championnats d'Ukraine
- 2012
  -  Champion d'Ukraine de course aux points cadets
  -  Champion d'Ukraine de vitesse par équipes cadets
  -  Champion d'Ukraine de poursuite par équipes cadets
- 2013
  -  Champion d'Ukraine de course aux points cadets
  -  Champion d'Ukraine de l'américaine cadets
  -  Champion d'Ukraine de poursuite par équipes cadets
- 2014
  -  Champion d'Ukraine de l'omnium juniors
  -  Champion d'Ukraine de poursuite par équipes juniors
  - 3e de la poursuite par équipes
- 2015
  -  Champion d'Ukraine de l'omnium juniors
  -  Champion d'Ukraine de poursuite par équipes juniors
  - 3e de la poursuite par équipes
- 2017
  -  Champion d'Ukraine de l'américaine (avec Roman Gladysh)
  - 2e de l'omnium
  - 2e de la poursuite par équipes